# Anisolepis undulatus
Espèce
Synonymes
- Laemanctus undulatus Wiegmann, 1834
- Anisolepis iheringii Boulenger, 1885
- Anisolepis bruchi Koslowsky, 1895

Statut de conservation UICN

 VU B1+2c : Vulnérable
Anisolepis undulatus est une espèce de sauriens de la famille des Leiosauridae.

## Répartition
Cette espèce se rencontre :
- au Brésil dans l'État du Rio Grande do Sul ;
- en Uruguay dans le département de Paysandú ;
- en Argentine dans la province de Buenos Aires.

## Étymologie
Le nom de cette espèce, undulatus, fait référence au motif en zigzag présent sur son dos.

## Publication originale
- (la) Wiegmann, 1834 : Herpetologia mexicana, seu Descriptio amphibiorum Novae Hispaniae quae itineribus comitis De Sack, Ferdinandi Deppe et Chr. Guil. Schiede in Museum zoologicum Berolinense pervenerunt. Pars prima saurorum species amplectens, adjecto systematis saurorum prodromo, additisque multis in hunc amphibiorum ordinem observationibus. Lüderitz, Berlin, p. 1-54 (texte intégral).